# Beaulieu-sous-la-Roche
Beaulieu-sous-la-Roche ist eine französische Gemeinde mit 2.366 Einwohnern (Stand: 1. Januar 2022) im Département Vendée in der Region Pays de la Loire; sie gehört zum Arrondissement Les Sables d’Olonne und zum Kanton Talmont-Saint-Hilaire (bis 2015: Kanton La Mothe-Achard). Die Einwohner werden Bellolocustres genannt.

## Geographie
Beaulieu-sous-la-Roche liegt etwa vierzehn Kilometer westlich von La Roche-sur-Yon und etwa 23 Kilometer nordöstlich von Les Sables-d’Olonne an der Jaunay. An der nordwestlichen Gemeindegrenze verläuft sein Zufluss Boëre. Umgeben wird Beaulieu-sous-la-Roche von den Nachbargemeinden Aizenay im Norden, Venansault im Osten, Landeronde im Südosten, Saint-Georges-de-Pointindoux im Süden sowie Martinet im Westen und Südwesten.

## Bevölkerungsentwicklung
| Jahr      | 1962 | 1968 | 1975 | 1982 | 1990 | 1999 | 2006 | 2012 |
| Einwohner | 1303 | 1261 | 1303 | 1482 | 1632 | 1727 | 1907 | 2097 |

## Sehenswürdigkeiten
- Kirche Saint-Jean-Baptiste